# Бражник Татаринова
Бражник Татаринова (лат. Callambulyx tatarinovii) — бабочка из семейства бражников (Sphingidae).

## Этимология названия
Судя по типовым этикеткам в коллекции Зоологического института, вид назван в честь Александра Алексеевича Татаринова, полномочного представителя России в Китае и врача русской духовной миссии в период 1840—1850, собиравшего бабочек в Пекине и его окрестностях, и передавшего их в частную коллекцию профессионального садовода из Санкт-Петербурга, Василия Грея. Грей описал их вместе с Отто Бремером (Bremer, Grey, 1853), который обработал сборы супругов Гашкевич из окрестностей Пекина.

## Описание
Длина переднего крыла 30—35 мм. Размах крыльев 57—82 мм. Общий фон передних крыльев светло-зеленый с разводами. Передние крылья ярко-зеленые (реже буроватые) с более треугольным пятном тёмно-зеленого цвета у вершины и серединной косой тенью. Рисунок образован тёмными расплывчатыми треугольными пятнами, расположенными у вершины крыла на костальном крае и вблизи наружного края. В средней части крыла пятна образуют волнистую поперечную полосу, которая идёт от костального края к анальному. Небольшое темное пятно у основания крыла.
Задние крылья красные, с серо-зелеными краями и тёмно-зелёным штрихом. Также имеется светло-зелёное крупное пятно у анального угла крыла.

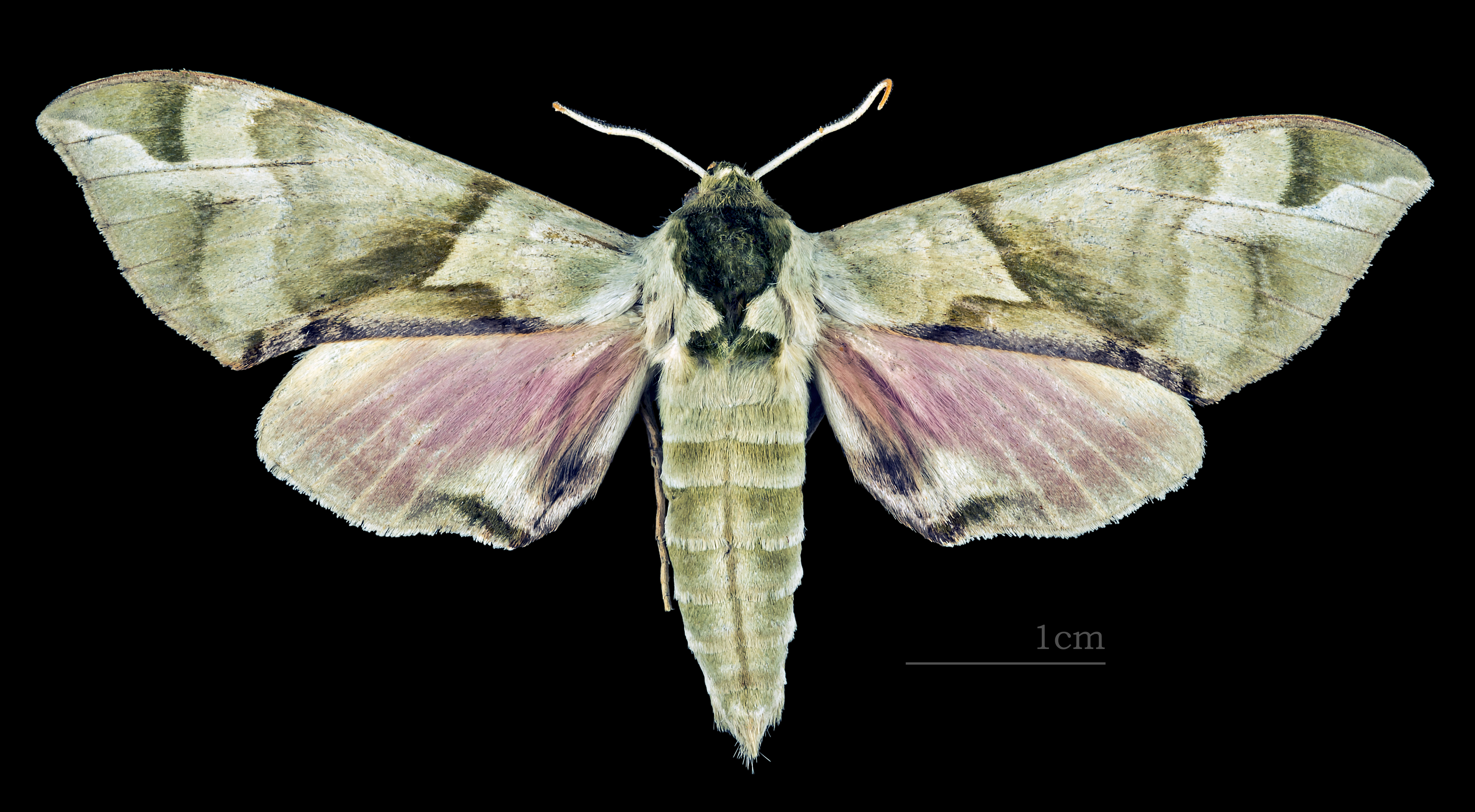
Callambulyx tatarinovii tatarinovii ♂
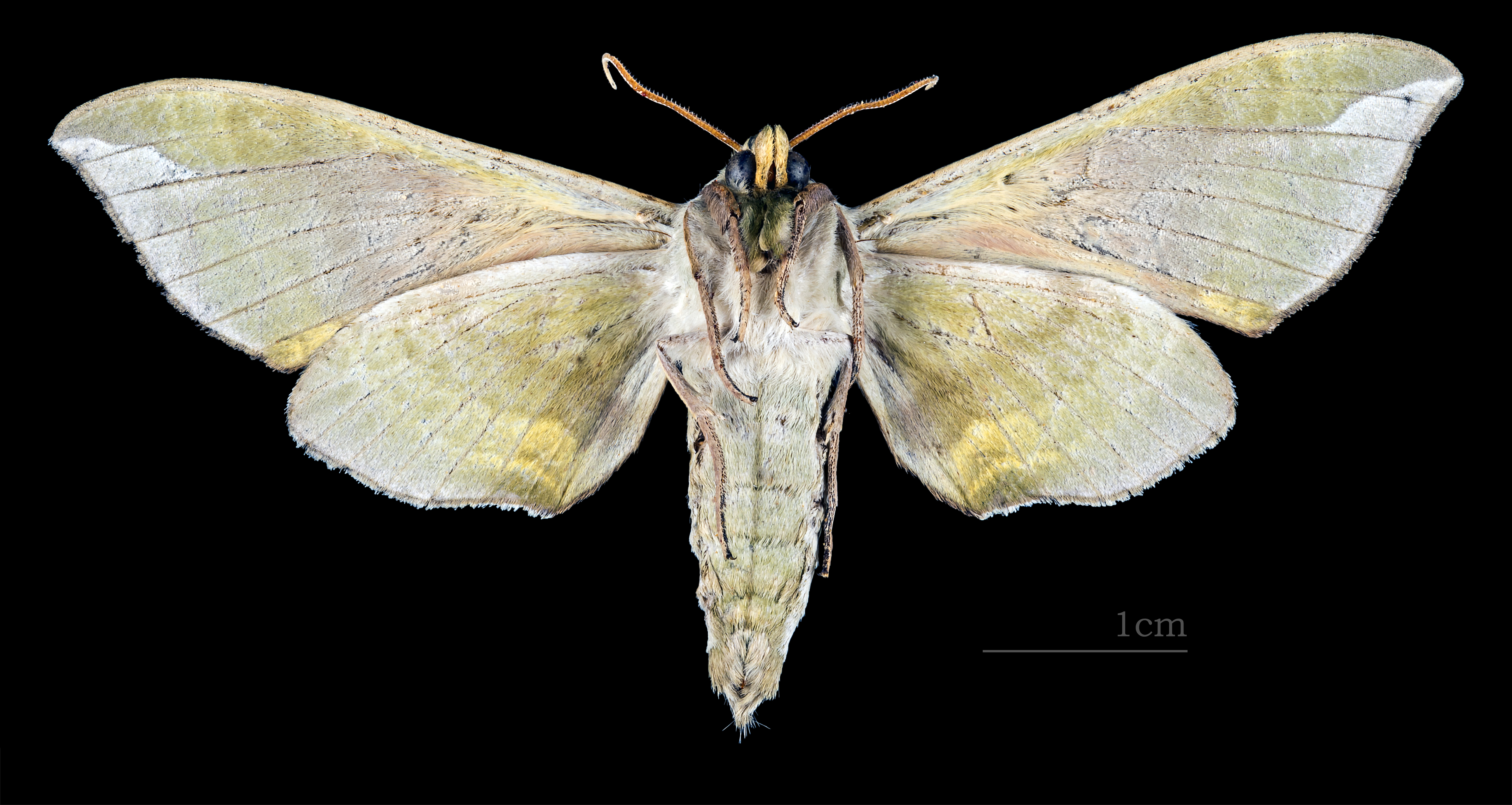
Callambulyx tatarinovii tatarinovii ♂ △
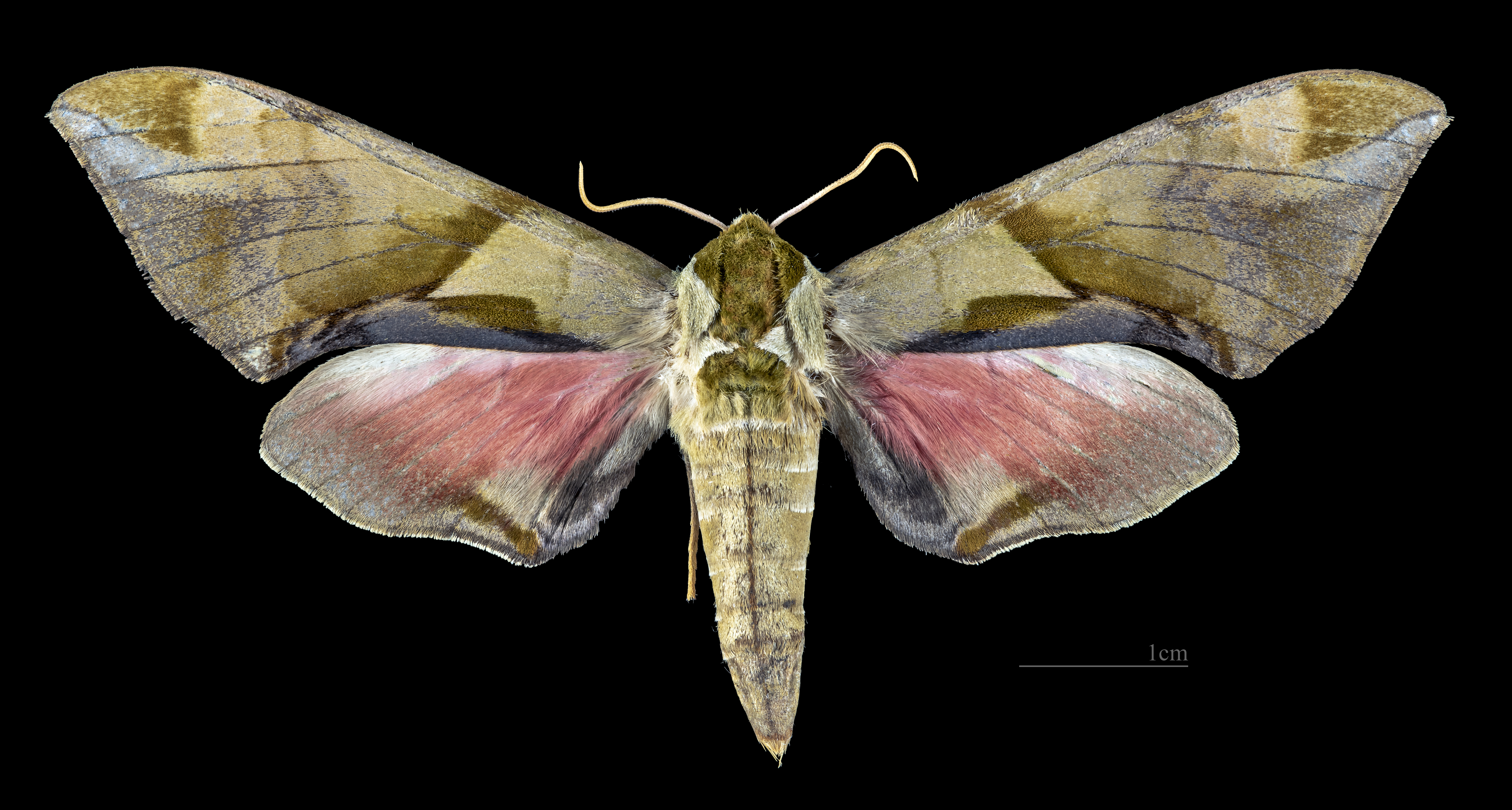
Callambulyx tatarinovii tatarinovii ♀
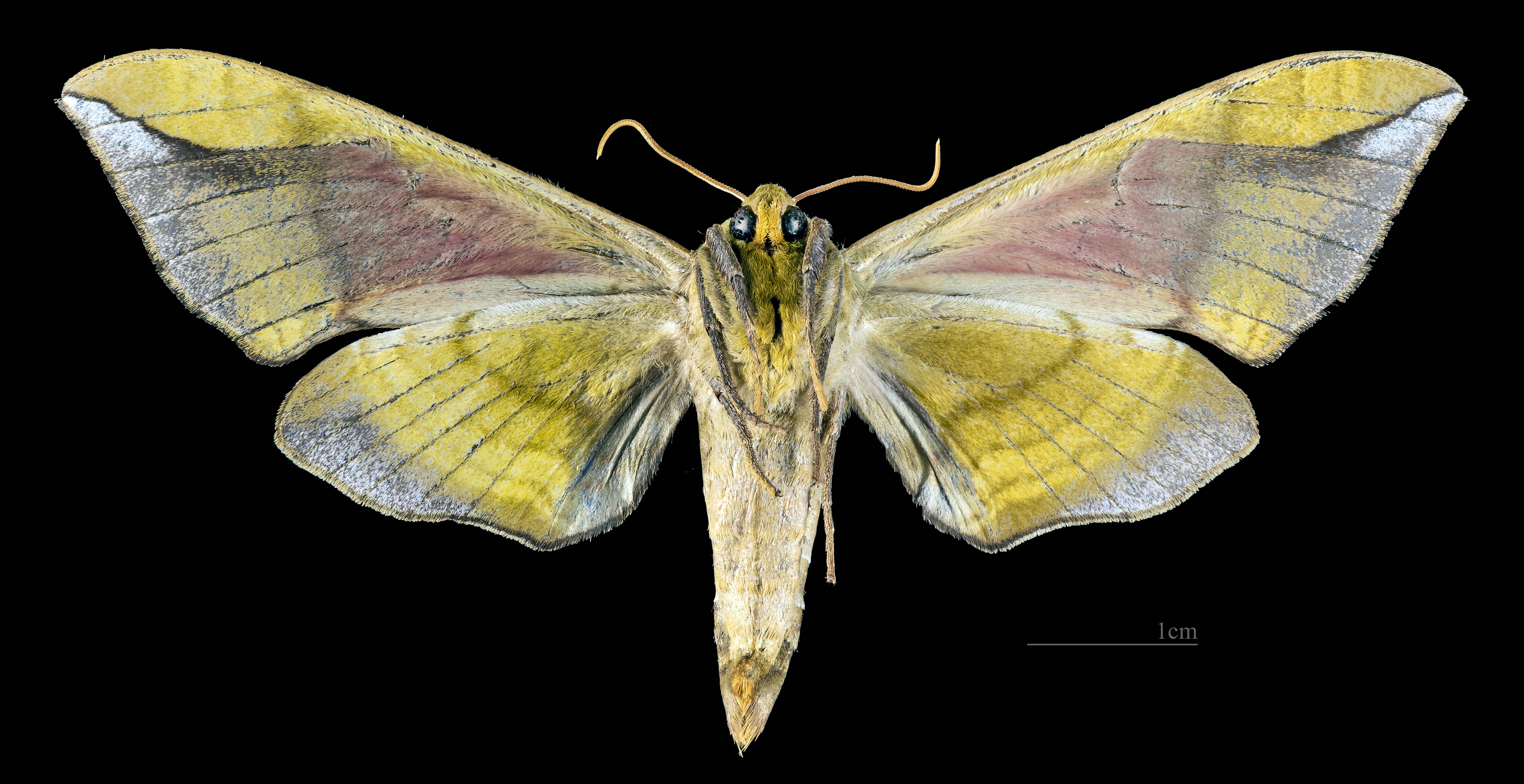
Callambulyx tatarinovii tatarinovii ♀ △

## Ареал
Общий ареал простирается от Забайкалья почти по всей долине реки Амур до Комсомольска-на-Амуре, а на юг - до Южного Приморья, охватывает Монголию, Северный Китай, Японию, Тайвань.

## Местообитания
В Приамурье и Приморье — обычный вид, в Забайкалье встречается гораздо реже. Пойменные кустарниковые заросли, лесные и кустарниковые формации, в Забайкалье — пойменные леса и горная степь с редкими ильмами. В Приамурье в горы проникает до 500 м над уровнем моря, а, возможно, и выше.

## Время лёта
С конца мая до середины августа (на примере окрестностей Хабаровска).

## Биология
Биология не изучена. В Приморье кормовым растением гусениц служат разные виды вяза, вяз малый, в Китае, помимо ильмов, на Zelkova, Euonymus alatus, Salix, Populus.

## Охрана
Внесён в Красные Книги Республики Бурятия и Забайкальского края.